# 紅堡博物館

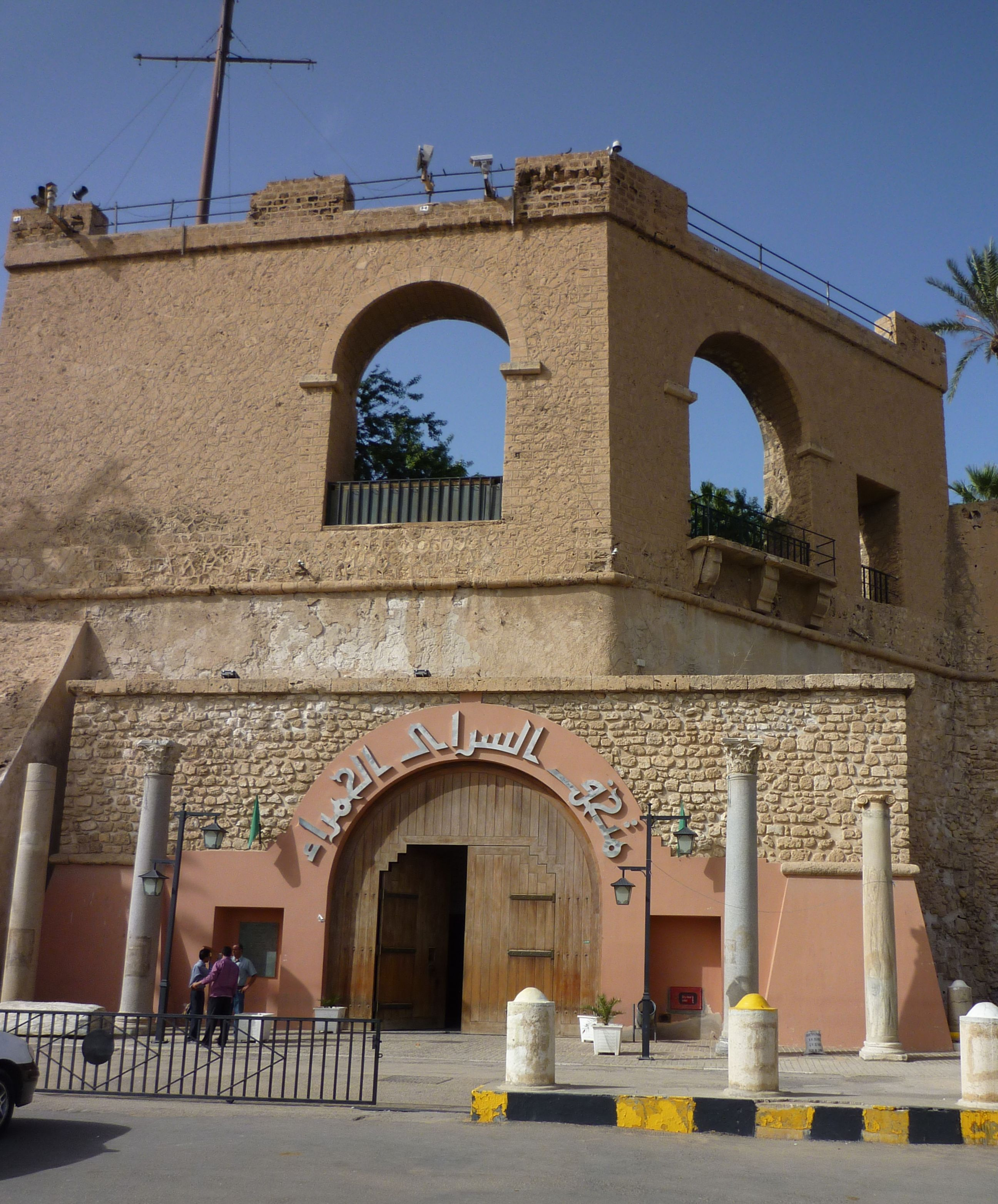
红堡博物馆入口

红堡博物馆 （英語：Red Castle Museum，羅馬化：Matḥaf al-Sarāyā al-Ḥamrāʼ）、的黎波里考古博物馆（英語：Archaeological Museum of Tripoli）、利比亚民众国博物馆（英語：Jamahiriya Museum）。
红堡博物馆是利比亚的国家博物馆，位於與老城區相鄰的的黎波里紅堡（羅馬化：al-Sarāy al-Ḥamrāʼ  ）。
该博物馆由联合国教科文组织设计，展出利比亞自史前至獨立革命間約5000年歷史。博物馆的入口位于历史悠久的烈士广场。

## 歷史
博物館於1919年意属利比亚時期成立，殖民者將的黎波里紅堡部分改建為博物館，收藏利比亞各地的考古文物。
第二次世界大战英国占领利比亚时，博物馆的範圍擴展到整座城堡，并于1948年更名为利比亚博物馆。博物馆于1988年重新向公众开放，更名为阿萨拉亚·阿尔哈姆拉博物馆（As-saraya Al-hamra Museum），即红堡博物馆。
2011年，由于第一次利比亞內戰及後續的安全问题，因此博物馆閉館至今。內戰期间，叛军进入博物馆，破壞該國前領導人穆阿迈尔·卡扎菲的物品。博物馆将最贵重的藏品安全轉移，其余与卡扎菲有关的物品则由工作人员存放。

## 展覽
博物馆內不同的樓層展出不同的主題，包括：
- 利比亚史前史
- 古利比亞（英语：Ancient Libya）部落和传统——馬格里布柏柏尔人、加拉门特人、图阿雷格人等
- 腓尼基-布匿-古希腊-罗马利比亚（英语：Roman Libya）-拜占庭帝國-奥斯曼的黎波里塔尼亚时期的利比亚文化
- 伊斯蘭建築
- 意属利比亚、第二次世界大战、利比亚獨立和20世纪利比亚
- 利比亚地区的自然历史

## 圖集
|  |  |
|  |  |

## 另見
- 茲利坦馬賽克（英语：Zliten mosaic）
- 利比亚历史
- 利比亚博物馆列表（英语：List of museums in Libya）